# Thibaudia harlingii
Thibaudia harlingii är en ljungväxtart som beskrevs av J.L. Luteyn. Thibaudia harlingii ingår i släktet Thibaudia och familjen ljungväxter. Inga underarter finns listade i Catalogue of Life.